# 7139 Tsubokawa
A 7139 Tsubokawa (ideiglenes jelöléssel 1994 CV2) a Naprendszer kisbolygóövében található aszteroida. T. Niijima,  Urata Takesi fedezte fel 1994. február 14-én.